# Great Wall Voleex C10
La Great Wall Voleex C10 è un'autovettura prodotta dal 2010 al 2014 dalla casa automobilistica cinese Great Wall Motors. 
In alcuni mercati è stata venduta con il nome Great Wall Phenom.

## Descrizione
Oltre al mercato interno cinese, la vettura è stata esportata in Medio Oriente, Ucraina e Australia nel 2012.
La C10 viene spinta da due motorizzazioni a benzina a 4 cilindri da 1,3 litri (1298 cc) e 1,5 litri. (1497 cc). Il 1.3 eroga 68 kW/92 CV e una coppia di 118 Nm mentre il 1.5 produce 77 kW/105 CV e 138 Nm.
Il design della Voleex C10 ha suscitato diverse critiche e controversie a causa  delle numerose somiglianze con la coeva Toyota Yaris.
Dalla Voleex C10 è stata derivata una variante crossover chiamato Great Wall Voleex C20R.